# RDRAM
RDRAM, 곧 램버스 디램(Rambus DRAM), 그리고 후속작 CRDRAM(Concurrent Rambus DRAM), DRDRAM(Direct Rambus DRAM)은 동기 디램의 일종으로, 1990년대부터 2000년대 초까지 램버스사가 개발하였다.
램버스 DRAM의 3세대 DRDRAM이 XDR DRAM으로 대체되었다. 램버스 DRAM은 고대역폭 애플리케이션용으로 개발되었으며 램버스는 SDRAM과 같은 다양한 유형의 최신 메모리를 대체할 제품으로 포지셔닝했다. RDRAM은 직렬 메모리 버스이다.
DRDRAM은 처음에는 PC 메모리의 표준이 될 것으로 예상되었으며, 특히 인텔이 향후 칩셋에 사용할 램버스 기술 라이선스에 동의한 이후에는 더욱 그러했다. 또한 DRDRAM은 그래픽 메모리의 표준이 될 것으로 예상되었다. 그러나 RDRAM은 대체 기술인 DDR SDRAM과의 표준 전쟁에 휘말리게 되었고 가격과 성능 측면에서 빠르게 뒤쳐졌다. 2003년경에는 DRDRAM이 더 이상 새로운 개인용 컴퓨터에서 지원되지 않았다.

## 도입

### 개인용 컴퓨터
RDRAM을 지원하는 최초의 개인용 및 서버/워크스테이션용 컴퓨터 메인보드가 1999년에 인텔에서 각각 i820과 i840이라는 칩셋으로 선보였다. PC-800 RDRAM을 지원하였고 400MHz로 동작하며 184핀 RIMM 폼 팩터를 사용하는 16비트 버스를 통해 초당 1600 MB의 대역을 전달하였다. 더블 데이터 레이트라는 기술을 사용하여 전송 데이터를 전송한다. 시장에 내놓을 목적이기에 물리적은 클럭 레이트는 단지 DDR을 사용한다는 뜻으로 두 배로 표시되었으므로, 400MHz의 램버스 표준은 PC-800으로 이름이 붙여졌다. 133 MHz로 동작하고 168핀 DIMM 폼 팩터를 사용하는 64비트 버스를 통해 초당 1,066MB의 대역을 전달했던 이전 표준 PC-133 SDRAM에 비해 상당히 빨랐다.

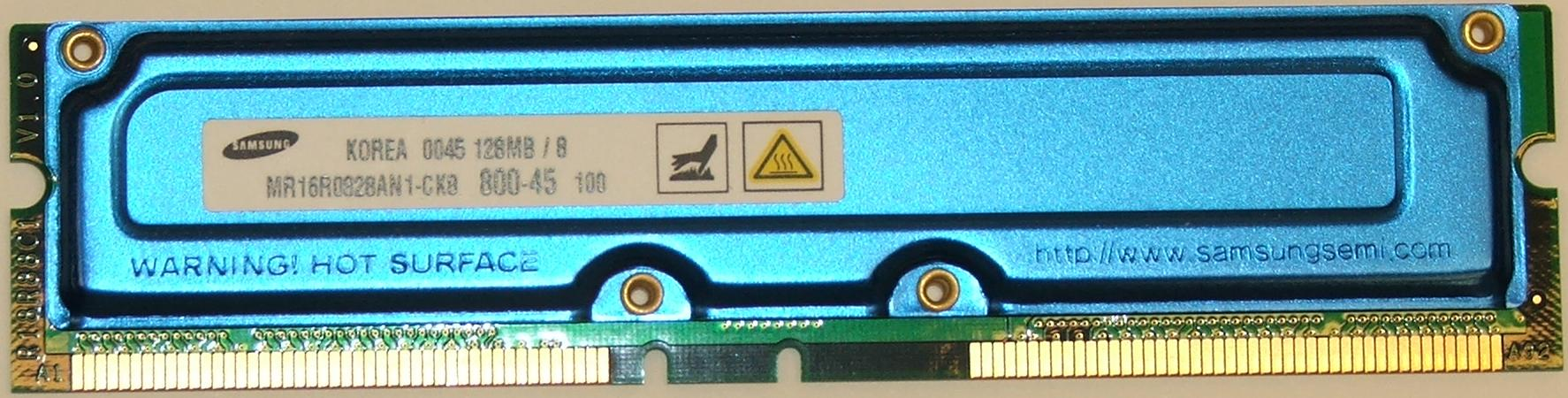
통합 히트싱크를 갖춘 RDRAM 메모리

게다가 메인보드가 듀얼 채널이나 쿼드 채널의 메모리 하부 시스템을 가졌을 경우, 모든 메모리 채널은 동시에 업그레이드되어야 한다. 16비트 모듈은 하나의 메모리 채널을 제공하는 반면, 32비트 모듈은 두 개의 채널을 제공한다. 그러므로 16비트 모듈을 받는 듀얼 채널 메인보드는 RIMM을 추가하거나 짝수로 제거해야 한다. 32비트 모듈을 받는 듀얼 채널 메인보드의 경우 단일 RIMM을 추가하고 제거할 수 있다.
그러나 RDRAM 가격이 1999년 당시 PC-800형은 미국에서 램 1개가 100만원이 넘어가는 등 굉장히 비싼 가격으로 인해, 보급에 발목이 잡혔다. 결국 2001년 이후 개인용 PC 시장에서 자취를 감추었다.

#### 모듈 사양
| 이름               | 버스 폭 (비트) | 채널 | 클럭 속도 (MHz) | 광고된 주파수 (MHz) | 대역폭 (MByte/초) |
| ------------------ | -------------- | ---- | --------------- | ------------------- | ----------------- |
| PC600              | 16             | 싱글 | 266             | 600                 | 1066              |
| PC700              | 16             | 싱글 | 355             | 711                 | 1420              |
| PC800              | 16             | 싱글 | 400             | 800                 | 1600              |
| PC1066 (RIMM 2100) | 16             | 싱글 | 533             | 1066                | 2133              |
| PC1200 (RIMM 2400) | 16             | 싱글 | 600             | 1200                | 2400              |
| PC800 (RIMM 3200)  | 32 (16×2)      | 듀얼 | 400             | 800                 | 3200              |
| PC1066 (RIMM 4200) | 32 (16×2)      | 듀얼 | 533             | 1066                | 4200              |
| PC1200 (RIMM 4800) | 32 (16×2)      | 듀얼 | 600             | 1200                | 4800              |
| PC1600 (RIMM 6400) | 32 (16×2)      | 듀얼 | 800             | 1600                | 6400              |

### 게임기
램버스의 RDRAM은 여러 비디오 게임기에서 사용되었으며, 처음에는 1996년에 닌텐도 64에 추가되었다.

### 그래픽 카드
시러스 로직이 Laguna 그래픽 칩에 RDRAM을 지원하였다. (2D 전용 5462와 3D 가속 기능을 갖춘 5464 모델의 그래픽 카드) 높은 대역의 DRAM 기술보다 잠재적으로 빠르기 때문에 RDRAM은 가격 절감에 효과적이었다. 이 칩은 크리에이티브 그래픽 블라스터 MA3xx 시리즈에도 쓰였다.

## 같이 보기
- SLDRAM